# Melitaea subnavarina
Melitaea subnavarina är en fjärilsart som beskrevs av Pionneau 1937. Melitaea subnavarina ingår i släktet Melitaea och familjen praktfjärilar. Inga underarter finns listade i Catalogue of Life.